# Jozef Dupré
Jozef Dupré (Veerle, 8 luglio 1928 – 2 dicembre 2021) è stato un politico belga fiammingo, presidente della Camera dei rappresentanti dal 8 giugno al 27 giugno 1995.

## Biografia
È il fratello del filosofo Louis (Yale University, USA) e Karel Dupré.
Jos Dupré divenne un redattore economico per il quotidiano De Standaard nel 1957. Nel 1963 divenne direttore dell'Intercommunale Zuiderkempen e nel 1966 direttore del Consiglio economico della provincia di Anversa. Nel 1974 è stato eletto membro della Camera dei rappresentanti per il distretto di Turnhout e ha adempiuto questo mandato fino al 1996. Nella Camera dei rappresentanti è stato vicepresidente e Questore. Inoltre, nel giugno 1995 è stato temporaneamente presidente.
Dall'ottobre 1987 al febbraio 1988 è stato ministro della Comunità per l'alloggio, dal febbraio all'ottobre 1988 ministro della Comunità per l'ambiente, lo sviluppo del territorio e le PMI, dall'ottobre 1988 al marzo 1992 Segretario di Stato per le riforme istituzionali, dal 1989 al 1992 Segretario di Stato per la riforma del Ministero Lavori pubblici e dal 1991 al 1992 Segretario di Stato per la classe media.
Dall'aprile 1974 all'ottobre 1980 è stato anche membro del Consiglio Culturale per la Comunità Culturale Olandese, che è stato stabilito il 7 dicembre 1971, come risultato del doppio mandato allora esistente. Dal 21 ottobre 1980 al maggio 1995 è stato membro del Consiglio fiammingo, il successore del Consiglio Culturale e il precursore dell'attuale Parlamento fiammingo.
A partire dal 1971 è consigliere comunale e dal 1977 al 1982 e dal 1989 al 1996 sindaco di Westerlo. Jos Dupré è il suocero del ministro Koen Geens.